# Joan Shawlee
Joan Shawlee, také známá jako Joan Fulton, (5. března 1926 Forest Hills, New York, New York, USA – 22. března 1987, Hollywood, Kalifornie) byla americká filmová a televizní herečka.
Hrála především v malých rolí ve filmech Jacka Lemmona a Billyho Wildera. Její nejslavnější role je „Sladká Sue“, v klasické komedii Někdo to rád horké, v hlavní roli Marilyn Monroe, Tony Curtis a Jack Lemmon. Objevila se jako „Sylvia“ ve filmu Byt a jako „Amazon Annie“ v Irma la Douce. Měla roli v televizní The Dick Van Dyke Show jako „Pickles Sorrell“, hrála ve vlastním krátkém seriálu The Adventures of Aggie.
Zemřela na rakovinu, v Hollywoodu v Kalifornii 22. března 1987 ve věku 61 let.

## Filmografie
- Inside Job (1946)
- Lover Come Back (1946)
- Buck Privates Come Home (1947)
- The Adventures of Ozzie and Harriet (1953)
- From Here to Eternity (1953)
- Pride of the Blue Grass (1954)
- Zrodila se hvězda (1954)
- The Adventures of Aggie (1956)
- Some Like It Hot (1959)
- The Apartment (1960)
- Irma la Douce (1962)
- The Dick Van Dyke Show (1963)
- Irma la Douce (1963)
- Critic's Choice (1963)
- Tony Rome (1967)
- Live A Little Love A Little (1968)
- Willard (1971)
- Columbo (1971)
- The Feather and Father Gang (1976–1977)